# Nelly Forzen
Nelly Forzen, egentligen Margareta Petronella Forsén och under en tid verksam under namnet Nellij Forsén, född 12 mars 1871 i Gransjö, Helgum, Västernorrlands län, död 10 oktober 1950 i Östergransjö, Helgum, var en svensk fotograf och målare.
Hon var dotter till Lars Erik Flemström och Anna Magdalena Flemström och gift 1902–1908 med Johan Albert Forsén. Forzen var verksam som fotograf i företaget Firma Nelly Forssén etablerat i Helgum 1896 och som flyttades till Kiruna 1904. Som konstnär var hon autodidakt. Hennes konst består av stilleben, porträtt och landskapsmålningar med fjällmotiv. Forzen är representerad med oljemålningen Kirunavaara en marsdag vid Kiruna förmansklubb.